# Daewoo K3

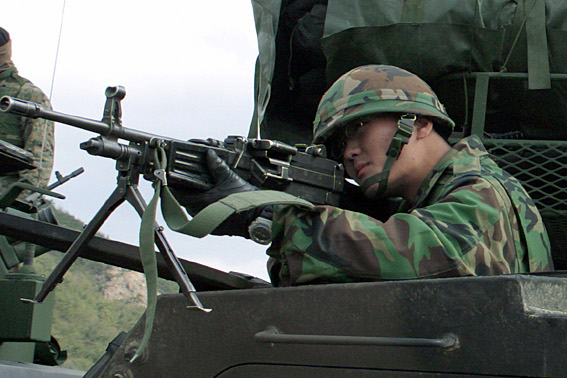
Південно-корейський солдат с кулеметом Daewoo K3

Daewoo K3 – ручний кулемет виробництва південнокорейської компанії S&T Daewoo. Зразком для створення послужили бельгійський ручний кулемет FN Minimi та американський М249. Був першою моделлю ручного кулемета, самостійно розробленою Республікою Корея.

## Історія
Кулемет був розроблений під стандартний набій 5,56×45 мм НАТО. Його головною перевагою є відносно мала вага і можливість використання магазинів на 30 патронів від раніше розроблених штурмових гвинтівок Daewoo K1 і K2 (і сумісних з ними магазинів гвинтівки M-16), так і стрічки на 200 патронів. Daewoo K3 використовується з сошками (як мобільний засіб вогневої підтримки) або на триножному станку.

## Конструкція
Daewoo K3 побудований за схемою з газовідвідною автоматикою та замиканням поворотом затвора. Ствол повітряного охолодження та швидкозмінний.

## Оператори

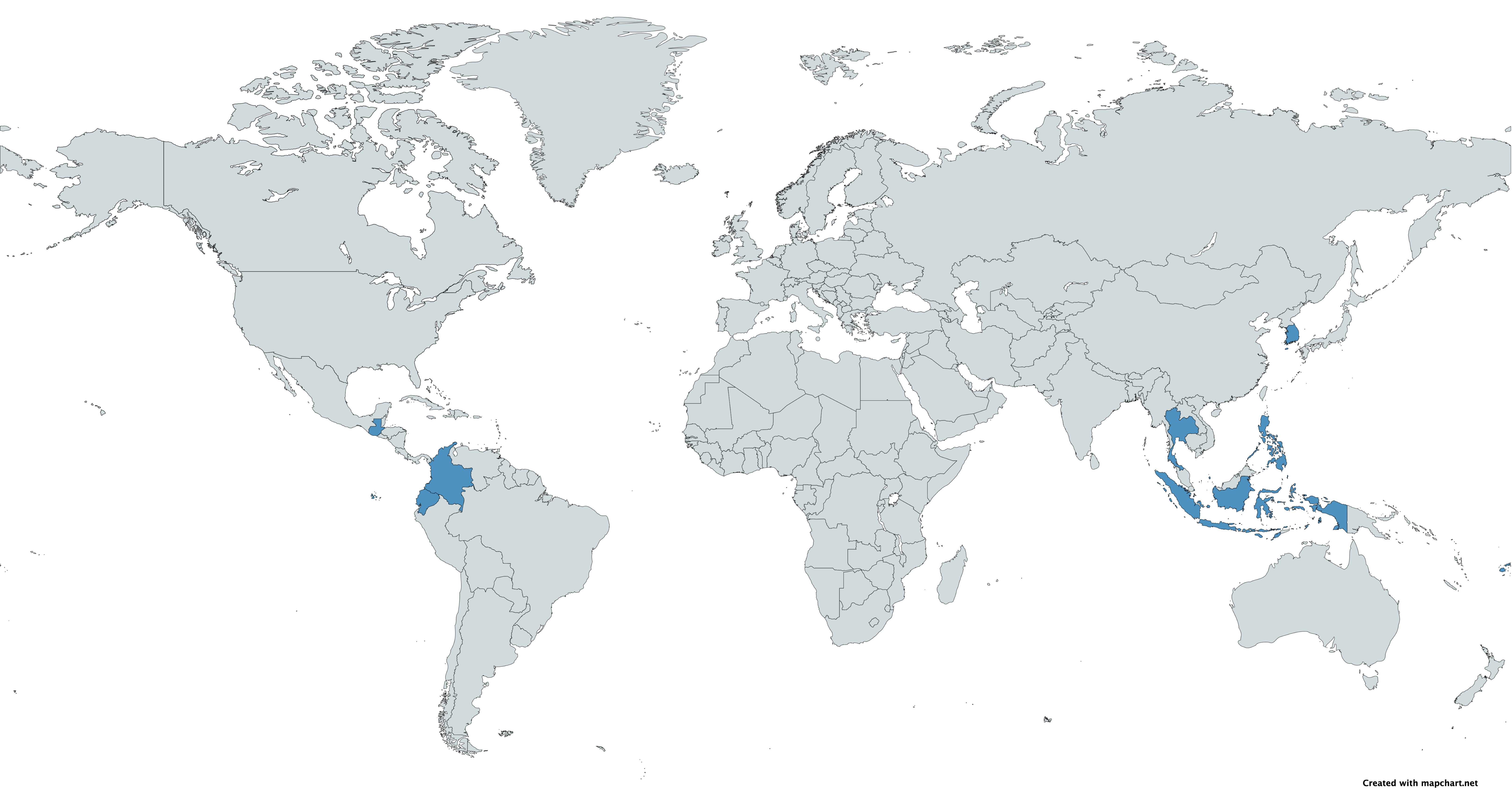
Мапа операторів К3

- Південна Корея
- Колумбія — 400 K3 було придбано у 2006.
- Індонезія — 110 K3 було придбано у 2006.
- Філіппіни — 5,883 одиниць було придбано у 2008.
- Таїланд
- Еквадор[1]
- Гватемала
- Фіджі[2]